# Elizabeth McGovern
Elizabeth Lee McGovern (Evanston, 18 juli 1961) is een Amerikaans actrice. Zij werd in 1982 genomineerd voor zowel een Oscar als een Golden Globe voor haar bijrol als Evelyn Nesbit in de dramafilm Ragtime. Naast het acteren houdt ze sinds 2008 bezig met de band Sadie And The Hotheads, waarvan zij de zangeres en een van de gitaristen is.
McGovern debuteerde in 1980 op het witte doek als Jeannine Pratt in viervoudig Oscar-winnaar Ordinary People. Zelf werd ze een jaar later voor een Oscar genomineerd voor Ragtime, haar eerstvolgende film. Het bleken de eerste van meer dan twintig filmrollen voor McGovern, meer dan dertig inclusief die in televisiefilms.
McGovern trouwde in 1992 met Simon Curtis, een Engelse regisseur en producent van met name televisiefilms. Samen met hem kreeg ze dochters Matilda Lee en de vijf jaar jongere Grace Wilkie. Hij werkte als producent mee aan haar (televisie)films Tales from Hollywood en Broken Glass.
McGoverns jongere zus Cammie is een schrijfster van wie meerdere (fictie)boeken werden uitgegeven. Een hiervan gaat over het leven van een meisje in de schaduw van haar oudere zus, die werkt als actrice.

## Filmografie
*Exclusief tien televisiefilms
| - Downton Abbey: A New Era (2022) - Downton Abbey (2019) - A Name Without a Place (2019) - The Chaperone (2019) - The Commuter (2018) - The Wife (2017) - Showing Roots (2016) - Swung (2015) - Woman in Gold (2015) - Unexpected (2015) - Cheerful Weather for the Wedding (2012) - Angels Crest (2011) - Clash of the Titans (2010) - Kick-Ass (2010) - Inconceivable (2008) - The Truth (2006) - Buffalo Soldiers (2001) - The House of Mirth (2000) - Manila (2000) | - The Misadventures of Margaret (1998) - The Man with Rain in His Shoes (1998) - The Wings of the Dove (1997) - Wings of Courage (1995) - The Favor (1994) - Me and Veronica (1993) - King of the Hill (1993) - Tune in Tomorrow... (1990) - A Shock to the System (1990) - The Handmaid's Tale (1990) - Johnny Handsome (1989) - She's Having a Baby (1988) - The Bedroom Window (1987) - Native Son (1986) - Racing with the Moon (1984) - Once Upon a Time in America (1984) - Lovesick (1983) - Ragtime (1981) - Ordinary People (1980) |

## Televisieseries
*Exclusief eenmalige gastrollen
- War of the Worlds - Helen Brown  (2019, acht afleveringen)
- Downton Abbey - Cora Crawley (2010-2015, 52 afleveringen)
- Freezing - Elizabeth (2008, twee afleveringen)
- Three Moons Over Milford - Laura Davis (2006, acht afleveringen)
- The Brotherhood of Poland, New Hampshire - Helen Shaw (2003, zeven afleveringen)
- The Scarlet Pimpernel - Marguerite Blakeney (1999, drie afleveringen)
- If Not for You - Jessie Kent (1995, acht afleveringen)

- Bibsys: 90915368
- Biblioteca Nacional de España: XX1175603
- Bibliothèque nationale de France: cb139889931 (data)
- Catàleg d'autoritats de noms i títols de Catalunya: 981058528411206706
- Gemeinsame Normdatei: 136840515
- International Standard Name Identifier: 0000 0001 1466 6485
- Library of Congress Control Number: n88034912
- MusicBrainz: a82c2bed-185e-4297-80b6-edb6816a4a7f
- Nationale Bibliotheek van Tsjechië: xx0049131
- Nationale bibliotheek van Australië: 35295531
- Nationale Bibliotheek van Israël: 987007425334405171
- Nederlandse Thesaurus van Auteursnamen: 073888117
- Système universitaire de documentation: 069054320
- Trove: 504564
- Virtual International Authority File: 5127182
- WorldCat: E39PBJyMgwbQQd4CdfyQj9Xjmd